# 哈佛大学校长
哈佛大学校长（英語：President of Harvard University）是美国哈佛大学首席学术管理者和哈佛大学校董委员会当然成员。 每任哈佛大学校长均由哈佛大学校董委员会任命并对其负责，同时受其委托负责哈佛大学的日常运作。
哈佛大学现任校长是艾伦·加伯，他是在克劳丁·盖伊于2024年1月2日辞职后接任该职位，初為临时校長，2024年8月時成為正式校長。

## 职务权利
哈佛大学校长在涉及哈佛大学整体的计划和战略中扮演着重要角色。他负责任命各学院的院长以及教务长；同时负责授予推荐教授以终身教授教职。但是校长需要在与教职员工进行广泛协商后才能做出上述决定。但是随着各大型学术机构筹款活动变得越发频繁与重要，哈佛大学校长的行政工作也变得繁琐起来，因此有人批评其无法专注于高等教育中的实质性问题。
哈佛大学校长同时还会担任校内某一专业的教授并不定期授课。
哈佛大学会为校长提供一栋官邸，在1971年之前是校长府，但之后则改为榆木庄园。